# 聖巴巴拉縣
圣巴巴拉县（英語：Santa Barbara County），又譯圣芭芭拉郡，位于美国加利福尼亚州南部、太平洋沿岸，面積为9,814平方公里，根據2020年美國人口普查數字，共有人口44萬8,229人。縣治为圣巴巴拉（Santa Barbara）。
圣巴巴拉县成立於1850年，是加州建州時就存在的縣之一。縣名是为紀念天主教、東正教和西方正教會的聖人圣巴巴拉。

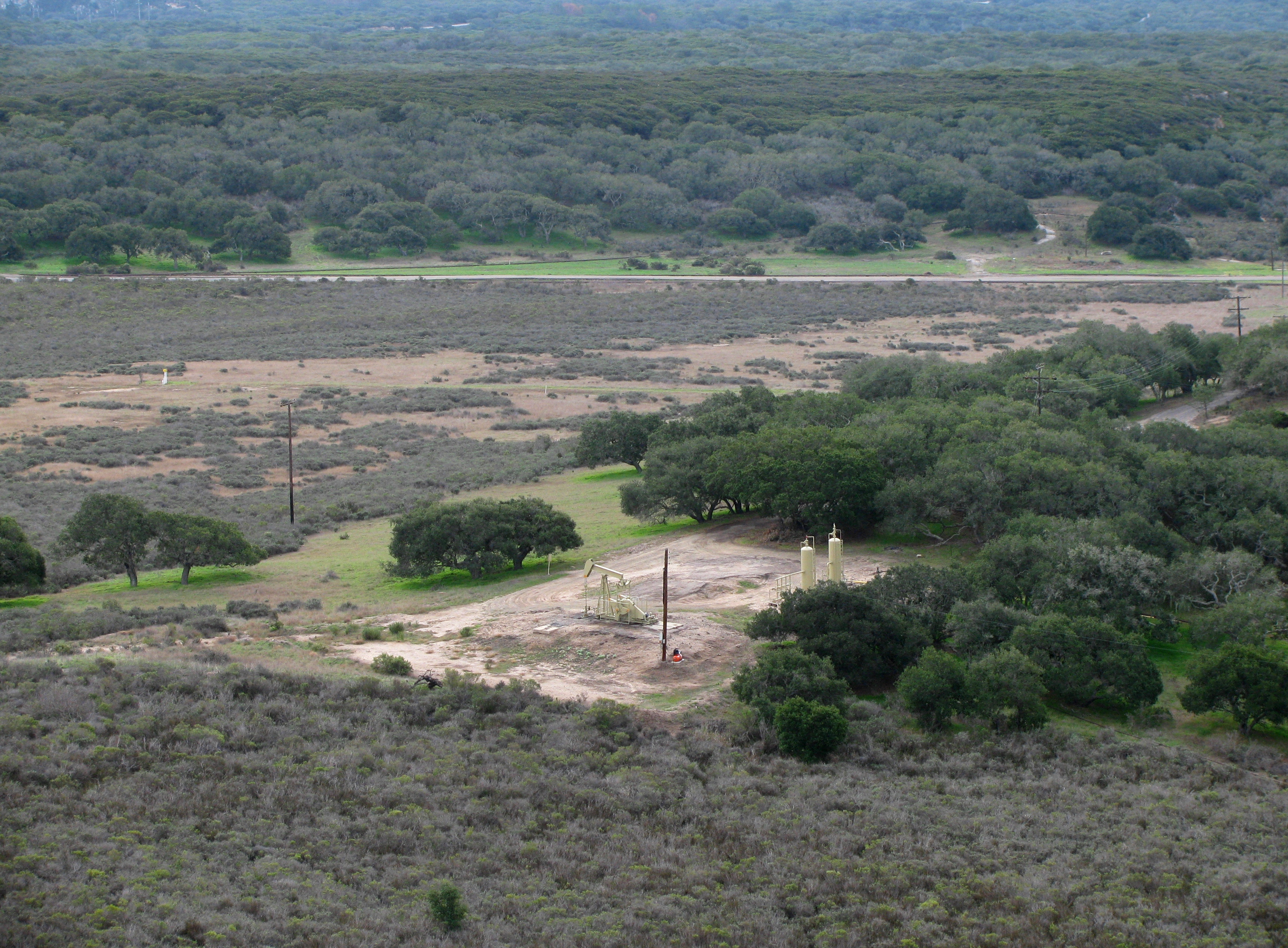
Lompoc 油田

## 地理

### 建制市
| 自治体（市/镇）           | 成立年份 | 人口（2018） |
| ------------------------- | -------- | ------------ |
| 比尔顿（Buellton）        | 1992     | 5,109        |
| 卡平特里亚（Carpinteria） | 1965     | 13,457       |
| 戈利塔（Goleta）          | 2002     | 30,821       |
| 瓜达卢（Guadalupe）       | 1946     | 7,625        |
| 隆波克（Lompoc）          | 1888     | 42,760       |
| ／（Santa Barbara）       | 1850     | 91,350       |
| ／（Santa Maria）         | 1905     | 107,408      |
| 索夫昂／丹麦村（Solvang） | 1985     | 5,876        |

## 外部連結
- 官方网站
- Official Santa Barbara County Property Tax Payment website （页面存档备份，存于）
- California Department of Fish and Wildlife – Burton Mesa Ecological Reserve website （页面存档备份，存于）
- County quick facts （页面存档备份，存于）
- Official Santa Barbara CITY website （页面存档备份，存于）
- Santa Barbara County Education Office （页面存档备份，存于）
- Ice Age Fossils At Santa Barbara, California （页面存档备份，存于）